# Oripoda sacculifera
Oripoda sacculifera är en kvalsterart som beskrevs av Sandór Mahunka 200. Oripoda sacculifera ingår i släktet Oripoda och familjen Oripodidae. Inga underarter finns listade i Catalogue of Life.